# Hubert Curien

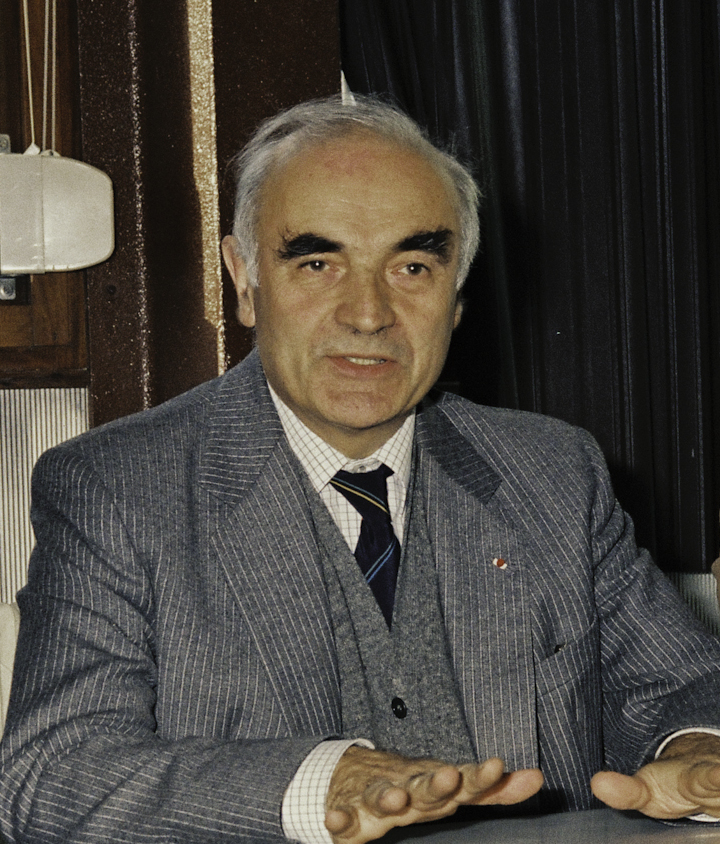
Hubert Curien

Hubert Curien (* 30. Oktober 1924 in Cornimont, Département Vosges; † 6. Februar 2005 in Loury, Département Loiret) war französischer Physiker und Politiker.
Von 1969 bis 1973 leitete er als Generaldirektor die nationale Forschungsorganisation CNRS.
Von 1976 bis 1984 trug Curien als Präsident des Nationalen Zentrums für Weltraumforschung (CNES) die Verantwortung für die französische Weltraumpolitik. Er forcierte die Entwicklung der Ariane-Raketenreihe, weshalb er auch als „Vater der Ariane“ bezeichnet wird.
Zum Forschungsminister berufen wurde er von 1984 bis 1986 und von 1988 bis 1993. Des Weiteren war er auch Präsident des Forum Engelberg, einer internationalen Konferenzplattform zur Zusammenarbeit von Wirtschaft, Wissenschaft und Politik.
Curien war in den entscheidenden Jahren 1994–1996, als das Projekt Large Hadron Collider genehmigt wurde, Präsident des Rat des CERN. Am 8. November 1993 wurde er Mitglied der Académie des sciences. Die Académie royale des Sciences, des Lettres et des Beaux-Arts de Belgique nahm ihn 2003 als assoziiertes Mitglied auf.
Hubert Curien starb im Alter von 80 Jahren in seinem Wohnhaus in Loury bei Orléans.

## Ehrungen
- Das 1968 neu entdeckte Mineral Curienit wurde nach ihm benannt.
- Ihm zu Ehren, als einem der Gründerväter der europäischen Raumfahrt, erhielt am 14. März 2007 der Landeplatz der auf dem Saturnmond Titan abgesetzten Sonde Huygens den Namen Hubert-Curien-Gedenkstätte.